# Липно (Житомирская область)
Ли́пно (укр. Липне) — село на Украине, основано в 1585 году, находится в Любарском районе Житомирской области.
Код КОАТУУ — 1823183601. Население по переписи 2001 года составляет 1022 человека. Почтовый индекс — 13114. Телефонный код — 4147. Занимает площадь 29,633 км².

## Адрес местного совета
13114, Житомирская область, Любарский р-н, с.Липно, ул.Советская, 8